# Giulio Rossi
Giulio Rossi (Roma, 1862 – Varese, 1934) fou un baix italià.
Va estudiar amb Oreste Tomassoni a Roma i va fer el seu debut el 1887 a Parma a Jone d'Errico Petrella. La temporada 1900-1901 va actuar al Gran Teatre del Liceu de Barcelona. Quan deixà de cantar ensenyà cant a Milà i tingué com a deixeble a Jordi Frau.